# 鍾靈毓
鍾靈毓，清朝政治人物。

## 生平
1752年，於台灣擔任彰化縣儒學訓導，主要為負責教育方面的事務，品等為從七品。